# هيوليثريوم
هيوليثريوم توماسيتي (الاسم العلمي:Hulitherium tomasetti) حيوان جرابي منقرض عاش في غينيا الجديدة خلال العصر الجليدي. يسمى أيضا بـ (وحش هولي) نسبة إلى شعب هولي الذي يسكن بابوا غينيا الجديدة. أطلق عليه هذا الاسم تكريما لـ «بيرارد توماسيتي» وهو كاهن كاثوليكي كان يبشر في بابوا غينيا الجديدة، وكان أول من وجد أحافير الحيوان ولفت انتباه الخبراء إليها.

## الأحافير
تم وصف الـ هوليثريوم بعد العثور على أحفورة لجمجمة كاملة تقريبًا والعديد من الأسنان المنفصلة وجزء من الفك السفلي، وبعض الفقرات العنقية، وعظم العضد بشكل الكامل تقريبًا، وعظام مجزأة من الأطراف الخلفية. يشير الهيكل العظمي إلى أن الأطراف كانت تتحرك بشكل أوسع مقارنة بالأنواع الأخرى المنقرضة التي تنتمي لنفس الرتبة.